# 아브라샤 터널

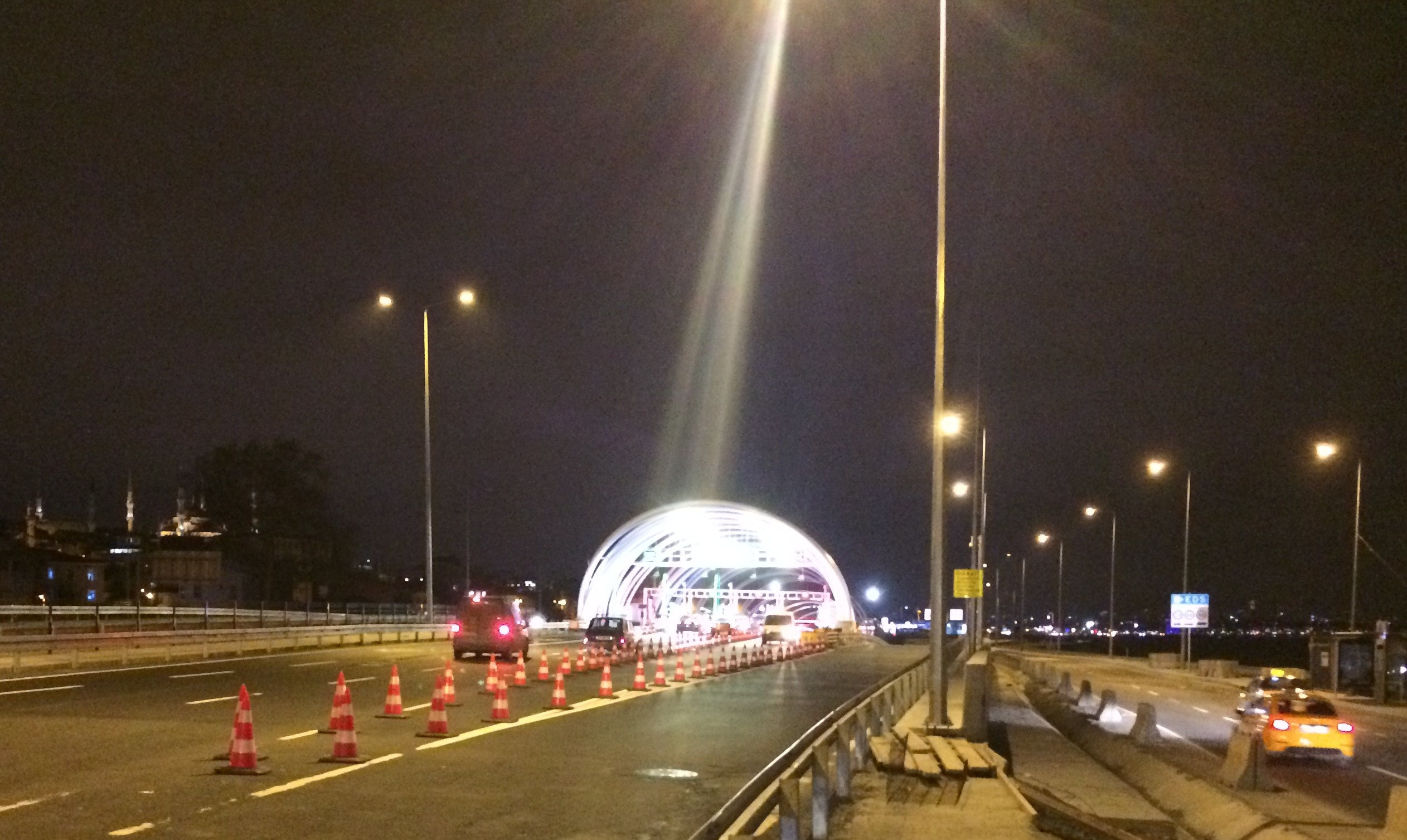
아브라샤 터널의 쿰카프 측 입구

아브라샤 터널(튀르키예어: Avrasya Tüneli) 또는 영어명 유라시아 터널(영어: Eurasia Tunnel)은 튀르키예 이스탄불에 있는 보스포루스 해협을 통과하는 도로 터널이다. 공식적으로는 2016년 12월 20일에 개통했으며, 2016년 12월 22일에 일반 차량의 통행을 개시했다.
터널은 전체 길이 5.4 km (3.4 mi) 길이의 2층 구조로, 이스탄불의 유럽 부분인 쿰카프와 아시아 부분인 카디쿄이의 사이를 연결하며, 진입로를 포함하면 전체 길이 14.6 km (9.1 mi)의 도로가 된다. 보스포루스 해협의 해저를 뚫고 있어 최고 깊이가 106 m (348 ft)이다. 2013년 10월 29일에 개통한 해저 철도 터널인 마르마라이의 약 1킬로미터 남쪽에 있다. 유럽과 아시아 사이의 소요 시간은 5분 정도이다. 양방향 모두 통행 요금이 징수되고 있으며, 대형 버스나 트럭, 자전거나 오토바이의 통행은 금지되어 있다.

## 같이 보기
- 7월 15일 순교자의 다리
- 파티흐 술탄 메흐메트 교
- 마르마라이
- 이스탄불의 교통
- 야부즈 술탄 셀림 교